# 오르델라피가

오르델라피 가문의 문장.

오르델라피 가문(Ordelaffi)는 13세기부터 1504년까지 로마냐 저지대를 다스렸던 이탈리아의 귀족 가문이다.

## 역사
오르델라피 가의 기원은 확실치 않으며, 그들 스스로는 889년 베렌가리오 1세의 휘하에 있던 게르만 병사 '로르 데 라피아'(Lor de Laffia)의 혈통임을 주장했다. 그는 포를리의 관리자로 임명되어, 자유 코무네로서 통치하기 시작했다. 910년 로르 데 라피아는 포를리 장악을 시도했으나, 라벤나로 추방당하고 말았다. 그의 후계자들은 "로르델라피"(Lordelaffi), "오르델라프"(Ordelaf)라고 불리다가 마침내 "오르델라피"(Ordelaffi)가 되었다.

### 로마냐 계
13세기에 테오발도 오르델라피는 포를리를 정복해내어 기벨린의 요새로 삼았다. 테오발도는 신성 로마 제국 황제 프리드리히 2세와 함께 라벤나와 파엔차를 포위했다. 프리드리히 2세는 공식적으로 그를 포를리의 시뇨레로 임명하였다.
테오발도의 아들 스카르페타 오르델라피는 단테 알리기에리가 이끄는 "백" 구엘프의 지지를 받는 피렌체 공화국을 상대로 1302년에 전쟁을 시작했다. 1303년에 그는 포를리의 소유권을 두고 포데스타 풀치에리 다 칼볼리(Fulcieri da Calboli)와 다툼을 벌였다. 결국에는 칼볼리가 패배하고 오르델라피 가는 그들을 도시에서 추방시켰다. 그후 스카르페타는 베르티노로를 정복했다. 스카르페타의 형제 프란체스코 1세 오르델라피는 형제의 뒤를 이어 받아 포를리를 다스렸으며, 체세나와 리미니를 통치하던 구엘프 세력 가문인 말라테스타 가에 맞서 몬테펠트로 가와 동맹을 맺었다.
프란체스코 1세 오르델라피의 조카 프란체스코 2세 오르델라피는 1356년에 알보르노스 추기경가 로마냐의 교황 대리인으로 재임명되며 세력을 잃었다. 적들에게 둘러쌓인 프란체스코 2세는 처음에는 파엔차, 그후에는 체세나를, 1357년에는 베르티노로를 상실하였다. 프란체스코 2세는 대용병단을 고용하려했으나, 알보르노스가 그들을 먼처 고용하였다. 패배한 프란체스코 2세는 포를리에서 추방당하고 카스트로카로(Castrocaro)와 포를리폼폴리(Forlimpopoli)만을 유지하였다.
1376년 시니발도 1세 오르델라피가 포를리와 그 일대를 재정복했으나 조카 피노 1세 오르델라피에게 독살당했고, 피노 1세도 역시도 1399년에 포를리를 얻길 원하던 시니발도의 아들 조반니에게 독살당했다. 이 독살자들은 오르델라피 가의 쇠퇴의 시작이였고 다른 피노의 후계자들도 몇 년밖에 통치하지 못 했다. 테오발도 2세 오르델라피 사망후 1425년에 포를리는 가톨릭 교회 교구의 소유로 넘어갔다. 1433년 안토니오 오르델라피가 시뇨리아 지위를 복위했지만 자신의 조카 지롤라모 리아리오를 포를리와 이몰라의 영주로 임명한 교황 식스토 4세에 의해 추방당한다. 1503년에 불과 2년 만을 유지하진 했지만 "로마냐 공작" 체사레 보르자와 그의 가문이 교황령에서 세력을 잃어버리자 안토니오 마리아 오르델라피(Antonio Maria Ordelaffi)가 다시 한번 포를리를 되찾으나 1년만에 안토니오 마리아가 아들을 두지 못하고 사망하면서 오르델라피 가는 단절되었다.

### 베네치아 계

팔리에로 가 문장.

로르 데 라피아의 또다른 후손들은 베네치아 공화국으로 이주하여, 그들의 성을 "오르델라프"(Ordelaf)를 거꾸로 뒤집어 팔리에로(Faliero) 또는 팔레드로(Faledro)로 바꿨다. 베네치아에서 팔리에로 계는 강력한 세력이 되었고 12세기 초에 비탈레 팔리에로 (1084년–1095년), 오르델라포 팔리에로 (1102년–1117년)등 두 명의 도제를 배출해내기도 했다.
1211년 팔리에로 가는 다른 지중해 국가들과의 수익성있는 교역을 시작하기 위해 칸디아 공국에 정착한 최초의 베네치아 정착자들이기도 하다.
가문의 쇠퇴는 도제 마리노 팔리에로가 쿠데타를 일으켜 군주제를 세우려했다가 실패하고 참수를 당한 1355년에 시작되었다. 또한 뛰어난 팔리에로 가 일원이 있더라도 그들은 다시는 도제에 선출되지 못했고 14세기 말에는 가문이 몰락하였다.